# Carlos Chaínho
Carlos Chaínho (Luanda, 10 de juliol de 1974) és un futbolista portuguès d'origen africà, que ocupa la posició de migcampista defensiu.
Després d'haver jugat en modestos clubs de Lisboa, va començar la seua carrera professional al CF Estrela da Amadora, traslladant-se el 1998 al FC Porto, on hi va romandre tres anys. El 2001 recala al Reial Saragossa, de la primera divisió espanyola i a l'any següent al 
Panathinaikos FC grec.
Hi retorna al seu país el 2003, per a formar amb dos equips de l'illa de Madeira, el C.S. Marítimo i el C.D. Nacional. El juliol del 2007 marxa cap a l'Alki Larnaca FC xipriota. Hi roman una temporada en aquest conjunt, mentre que la 08/09 la passa com a agent lliure, sense equip. Al febrer del 2009 es desplaça a l'Iran per jugar amb el Shahin Bushehr FC.

## Internacional
Chaínho va jugar amb Portugal en seleccions inferiors, però sense arribar a debutar amb l'absoluta. El 2006 va ser convocat per la selecció angolenya, però la FIFA va confirmar que no era eligible per a cap altre combinat que no fora el portuguès.